# Hildegard Embacher
Hildegard Embacher (* 10. Mai 1967 in Wörgl) ist eine ehemalige österreichische Skilangläuferin.

## Werdegang
Embacher belegte bei den Weltmeisterschaften 1987 in Oberstdorf den zehnten Platz mit der Staffel und kam im folgenden Jahr bei den Olympischen Winterspielen in Calgary auf den 50. Platz über 20 km Freistil, auf den 45. Rang über 5 km klassisch und auf den 42. Platz über 10 km klassisch. Bei den Weltmeisterschaften 1989 in Lahti lief sie auf den 46. Platz über 10 km Freistil, auf den 35. Rang über 10 km klassisch und zusammen mit Jutta Mainhart, Cornelia Sulzer und Maria Theurl auf den zehnten Platz in der Staffel und bei den Weltmeisterschaften 1991 im Val di Fiemme auf den 53. Platz über 10 km Freistil. Bei österreichischen Meisterschaften gewann sie 14 Medaillen. Sie wurde dreimal Zweite und fünfmal Dritte und gewann sechsmal den Meistertitel, davon fünfmal mit der Staffel von Tirol (1986–1990) und einmal über 20 km (1991).

## Erfolge

### Teilnahmen an Weltmeisterschaften und Olympischen Winterspielen

#### Olympische Spiele
- 1988 Calgary: 42. Platz 10 km klassisch, 45. Platz 5 km klassisch, 50. Platz 20 km Freistil

#### Nordische Skiweltmeisterschaften
- 1987 Oberstdorf: 10. Platz Staffel
- 1989 Lahti: 10. Platz Staffel, 35. Platz 10 km klassisch, 46. Platz 10 km Freistil
- 1991 Val di Fiemme: 53. Platz 10 km Freistil

### Medaillen bei nationalen Meisterschaften
- 1986: Gold mit der Staffel, Silber über 20 km
- 1987: Gold mit der Staffel
- 1988: Gold mit der Staffel
- 1989: Gold mit der Staffel, Bronze über 10 km klassisch
- 1990: Gold mit der Staffel
- 1991: Gold über 20 km, Silber über 10 km Freistil, Bronze über 5 km
- 1999: Silber über 10 km, Bronze über 5 km, Bronze in der Verfolgung, Bronze im Teamsprint